# 安尼瓦尔·木沙巴也夫
安尼瓦尔·木沙巴也夫（Anwar Musabayev，1917年—1995年）维吾尔族，籍贯不详，新疆大商人、三区革命早期领导人之一。

## 生平
安尼瓦尔·木沙巴也夫是一位知名富商。伊宁事变发生后，1944年11月12日，伊宁解放组织宣布成立东突厥斯坦共和国临时政府。临时政府以艾力汗·吐烈、安尼瓦尔·木沙巴也夫等16人组成临时政府委员会，临时政府委员会推举艾力汗·吐烈为主席，阿奇木伯克·霍加为副主席，阿不都鲁甫·买合苏木为秘书长。临时政府主要由三部分人组成，一是艾力汗·吐烈、阿不都木塔艾力·海里潘等伊斯兰教上层人士及阿奇木伯克·霍加、阿不都海依尔·吐烈、加尼·尧力达西等各民族地主、牧主之类上层统治阶级；二是热合木江·沙比尔阿吉、安尼瓦尔·木沙巴也夫、阿不都鲁甫·买合苏木、莫合买提江·买合苏木等有资产阶级思想倾向的工商界人士；三是以阿不都克里木·阿巴索夫等共产主义者和左翼知识分子，他们在临时政府中是极少数。
临时政府成立后，决定安尼瓦尔·木沙巴也夫负责组建临时政府财政厅。财政厅成立后，安尼瓦尔·木沙巴也夫被任命为厅长。
1947年7月1日，新疆省联合政府成立。此后，美国《生活杂志》女记者伊斯吐尼斯·巴巴拉和法格·法尔克尔先后来到伊宁，分别采访了原临时政府副主席、伊犁地区专员阿奇木伯克·霍加，原财政厅厅长、伊犁地区副专员安尼瓦尔·木沙巴也夫，民族军总指挥伊斯哈克伯克·穆努诺夫，原军事法院院长艾尼等人，以了解苏联对三区的支持情况。